# 横滨市营地铁
横滨市营地铁（日语：／ Yokohama shiei chikatetsu */?）是日本横滨市交通局经营的地铁。在橫濱市的相關條例中正式名稱為横滨市高速铁道的該系統，共擁有總長53.4公里的2條路線，與40座車站，服務範圍除涵蓋橫濱市18個行政區中的11個之外，也在隔鄰的藤澤市設有一座車站（湘南台），並有延伸至川崎市麻生區（新百合丘站）的計劃。

## 历史

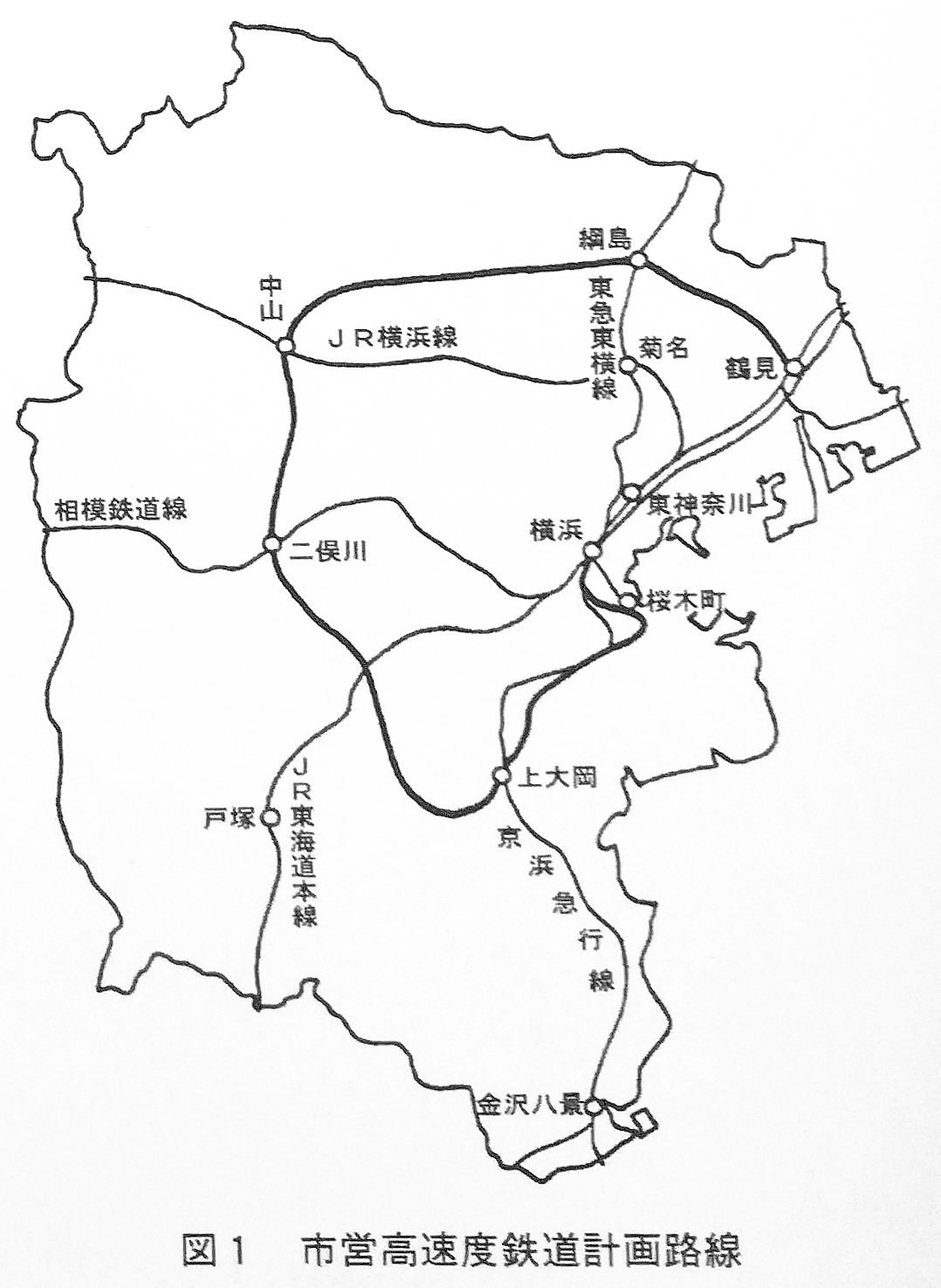
1957年横滨地下铁建设计划
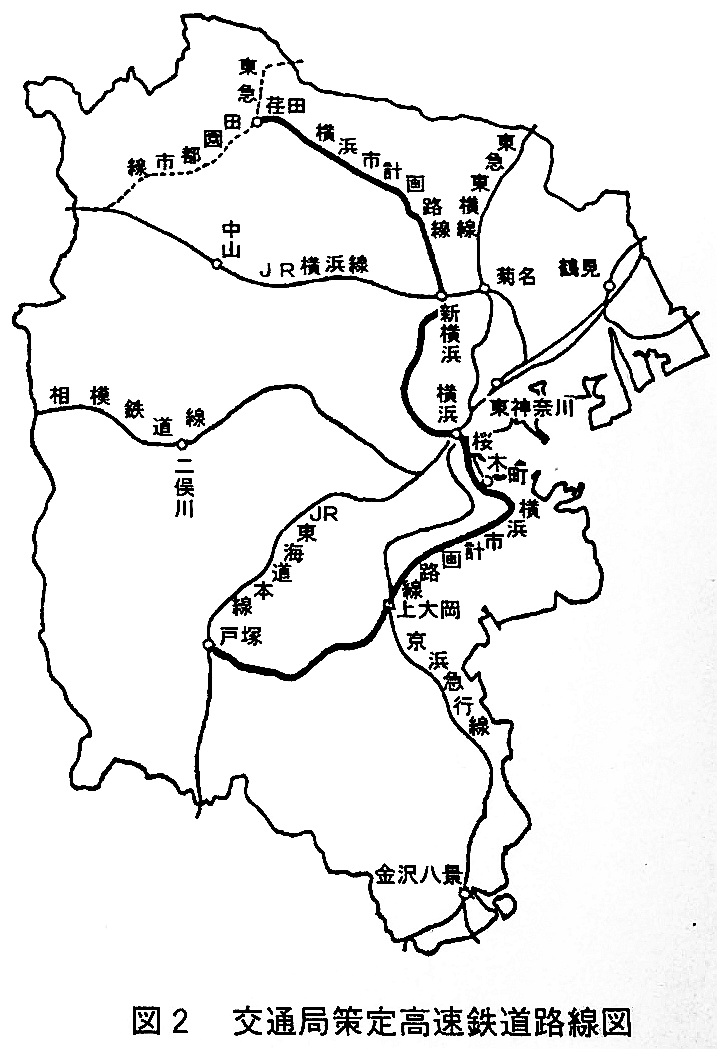
1963年横滨地下铁建设计划
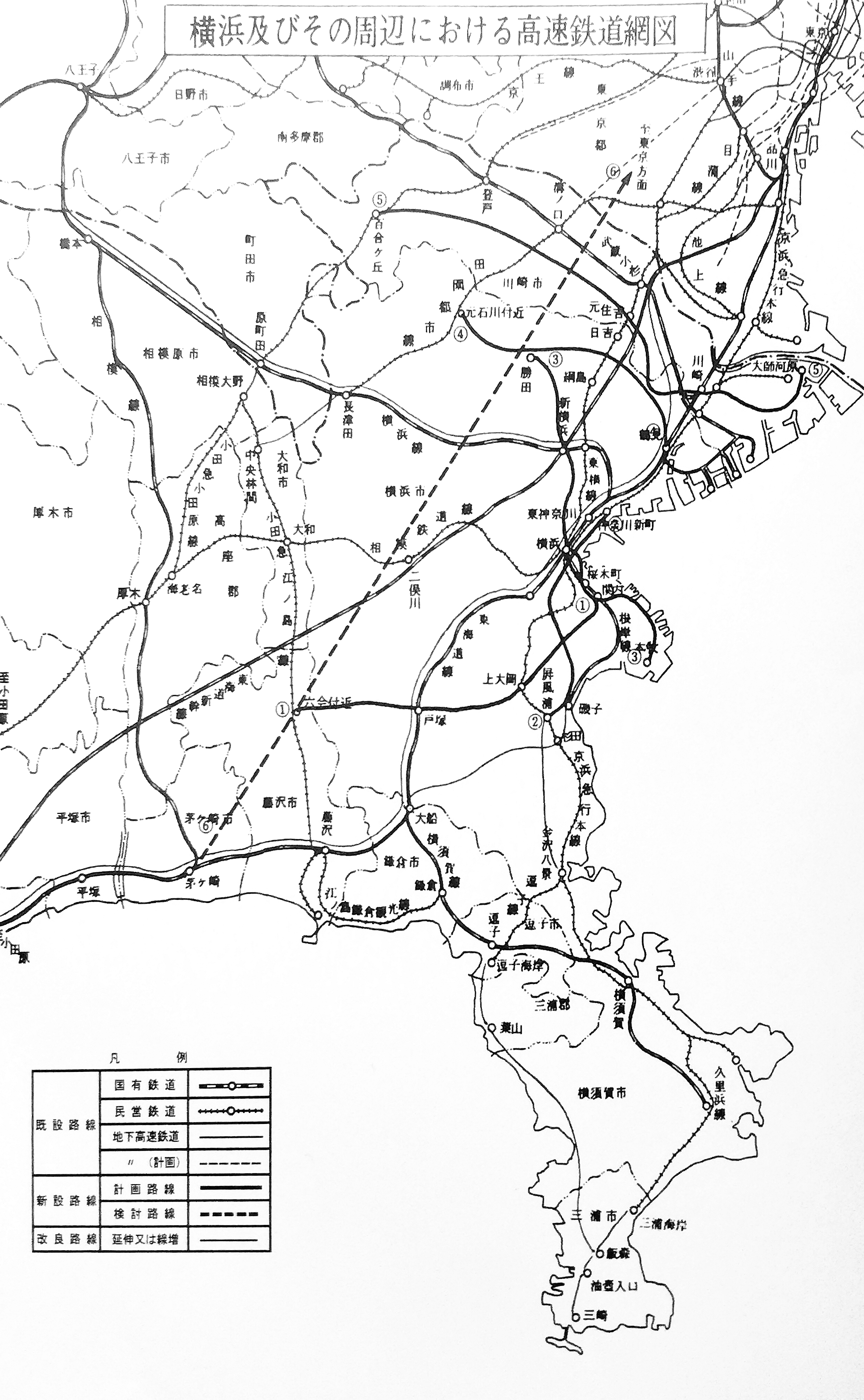
1965年横滨地下铁建设计划
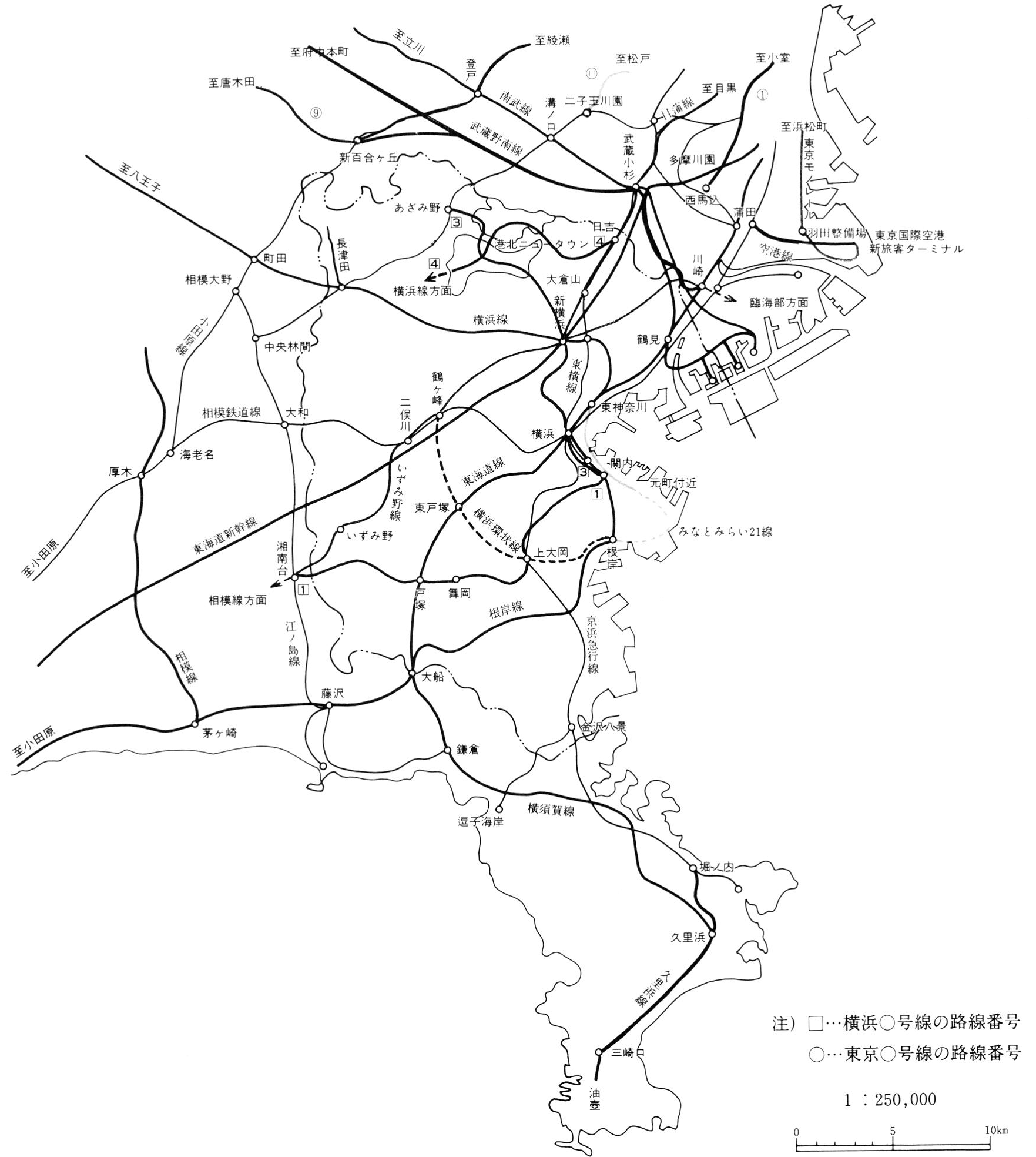
1985年横滨地下铁建设计划

### 计划经过
橫濱市營地下鐵的建设最早于1957年提出，路线为鹤见 - 中山 - 上大岡 - 横滨的C形路线，但之后橫濱市决定优先建设横滨市营无轨电车，和扩充橫濱市營巴士。1962年建设地下鐵的提案再次被提出，作为废除橫濱市電的替代，1963年運輸調査室确定地下鐵替代市電的计划，并规划一条从戶塚到荏田 (现東急江田站附近)的路线，路线走向与现在的橫濱市營地下鐵藍線高度吻合。
1965年日本中央運輸省都市交通審議会开始审查横滨地下铁建设计划，同年发表包含4路線、64.5km的建设计划，以取代橫濱市電为主要目标，4条路线分别是：
- 1号线：小田急江之岛线六会站 - 根岸線关内站；之后起点调整为湘南台站，现全线完工，属于藍線一部分。
- 2号线：京急本线屏風浦站 - 根岸線根岸站 - 横滨站 - 京急本线神奈川新町站；计划缓解京急本线运输压力，但后来京急本线运输能力提升，因此计划已废止。
- 3号线：本牧地区 - 关内站 - 横滨站 - 新横滨站 - 勝田；之后终点调整为薊野站，现已完工关内 - 薊野区间，属于藍線一部分。本牧地区 - 关内站因经过横滨港联外要道，遭相关利益团体抗议，放弃建设。
- 4号线：鹤见站 - 元石川町 (现薊野站）；之后路线调整，现部分完工，属于綠線。

1968年橫濱市營地下鐵1号线开始动工建设。

### 开通运营
1972年橫濱市營地下鐵1号線伊勢佐木長者町 - 上大岡开通，为橫濱市營地下鐵首个开通路段，1972年正好是日本1872年开通首段铁路--东海道本线新桥 - 横滨的100周年。1976年1号線关内 - 伊勢佐木長者町、上永谷 - 上大岡，和3号線横滨 - 关内开通，两线直通运转，即今日的藍線。
1981年横滨市发表“横滨21世纪计划”，调整地下铁路线，包括1号线延伸湘南台、3号线延伸薊野、以及新建4号线日吉 - 港北新镇。1985年1号線上永谷 - 舞冈、3号線横滨 - 新横滨开通，同年運輸省通过“横滨21世纪计划”。1987年1号線舞冈 - 戶塚开通。1988年由于“横滨21世纪计划”建设港未来线与3号线计划中的本牧地区 - 关内路段重叠，经过交涉最终3号线关内以南路段放弃建设，在1990年废止3号线关内以南路段铁道建设许可。
1993年3号线延伸薊野开通，1994年横滨市发表“梦滨2010计划”，地下铁部分包括3号线薊野以北延伸、和新建4号线鹤见 - 日吉 - 港北新镇 - 中山 - 二俣川 - 上大岡 - 元町・中華街。1997年4号线日吉 - 中山获得建设许可，1999年1号線延伸湘南台全线完工。2000年運輸政策審議会发表支持推动3号线延伸新百合丘，和4号线剩余路段建设。
2001年4号线日吉 - 中山动工，2005年横滨市公开募集路线昵称，并于2006年确定目前蓝线与绿线的路线名称，2008年4号線 (绿线)日吉 - 中山开通。

## 路線列表

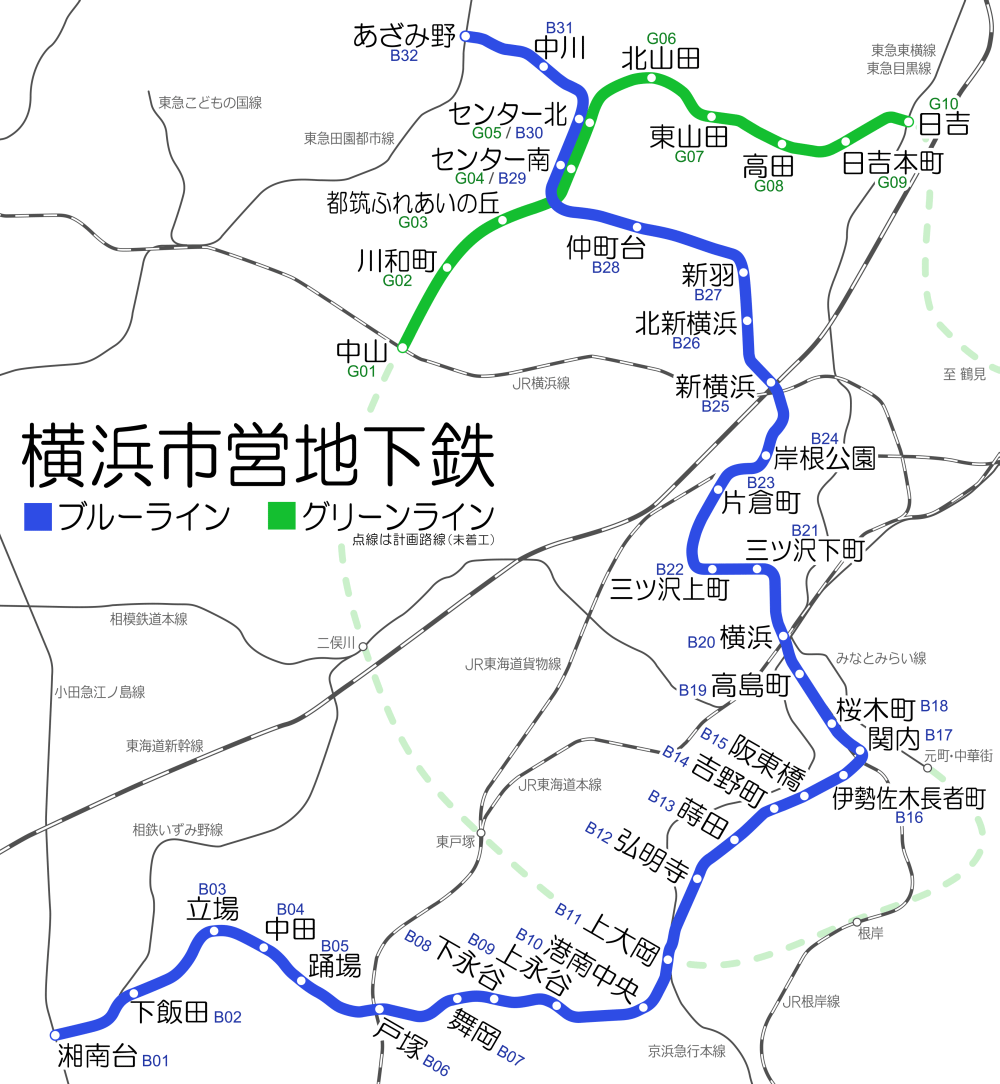
横滨市营地下铁路线图

### 營運路線
| 路線顏色 | 記號 | 中文線名         | 日文線名 | 起點          | 終點        | 开通年份 | 距離（公里） | 车站数 |
| -------- | ---- | ---------------- | -------- | ------------- | ----------- | -------- | ------------ | ------ |
| 藍色     | B    | 藍線 （1/3號線） |          | 湘南台（B01） | 薊野（B32） | 1972     | 40.4         | 32     |
| 綠色     | G    | 綠線 （4號線）   |          | 中山（G01）   | 日吉（G10） | 2008     | 13.0         | 10     |

橫濱市營地下鐵兩條路線均採用標準軌距。但供電制式不同，藍線為直流750V，第三軌供電；綠線為直流1500V架空線供電。橫濱市營地下鐵沒有與其他鐵路系統直通运转。

### 计划路线
- 藍線延伸小田急電鐵小田原線、多摩線新百合丘站，预计2030年开通。[5]
- 绿线鹤见 - 日吉、中山 - 元町・中華街延伸，组成横滨环状铁道，但目前属于长期计划，优先级较低。[6]

## 车辆

### 現有车辆

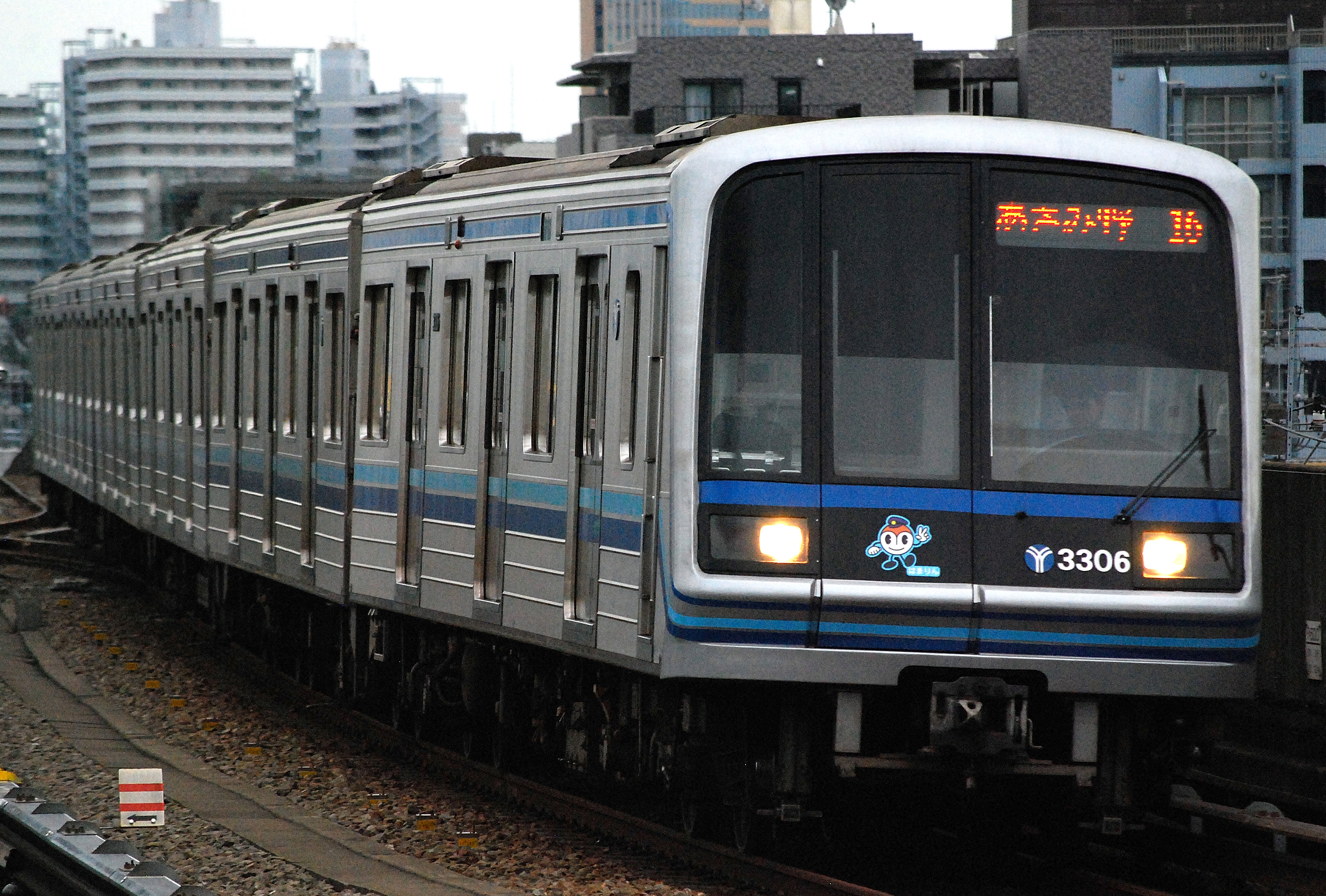
3000形1次車（3000A形）
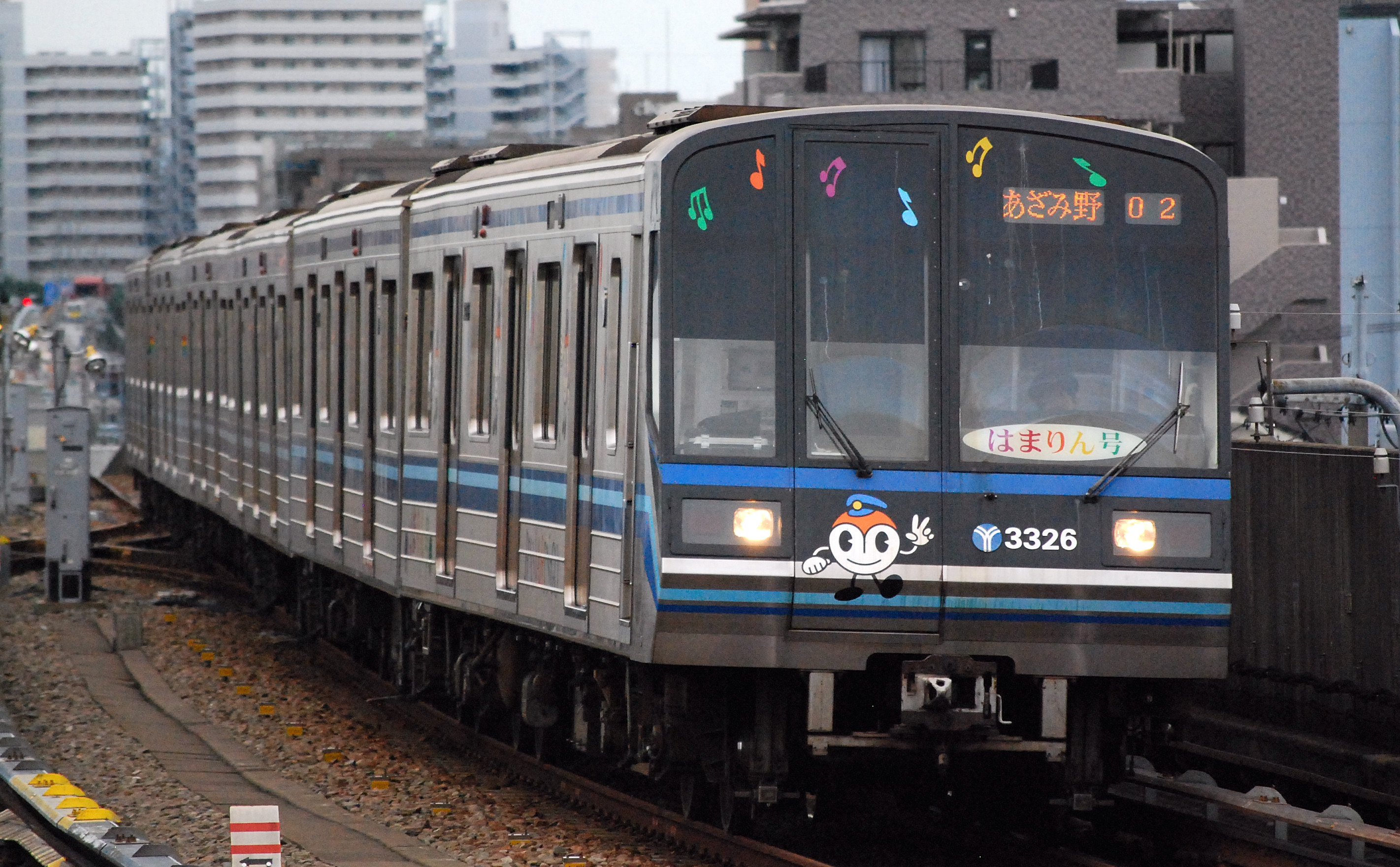
3000形2次車（3000N形）
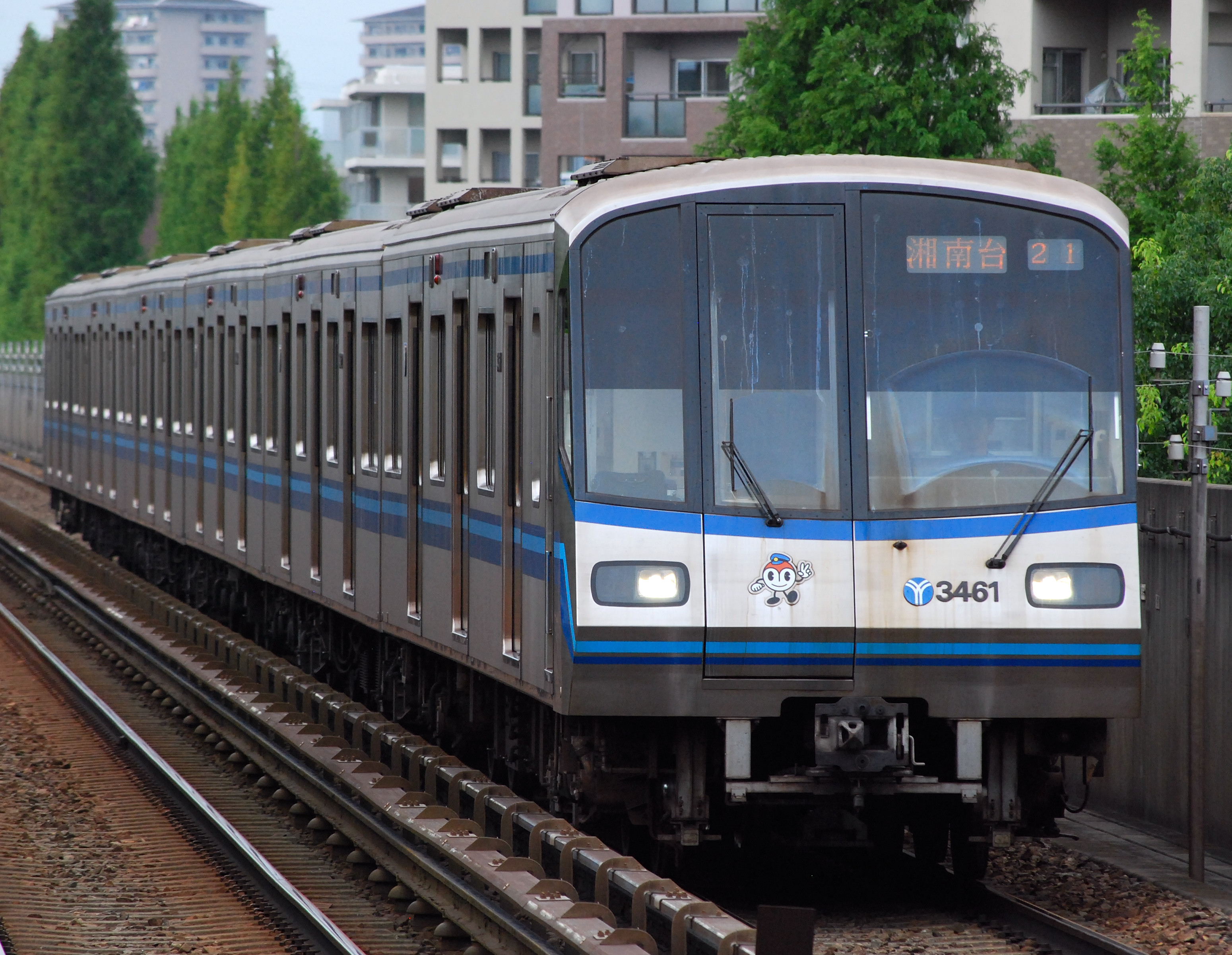
3000形3次車（3000R形）
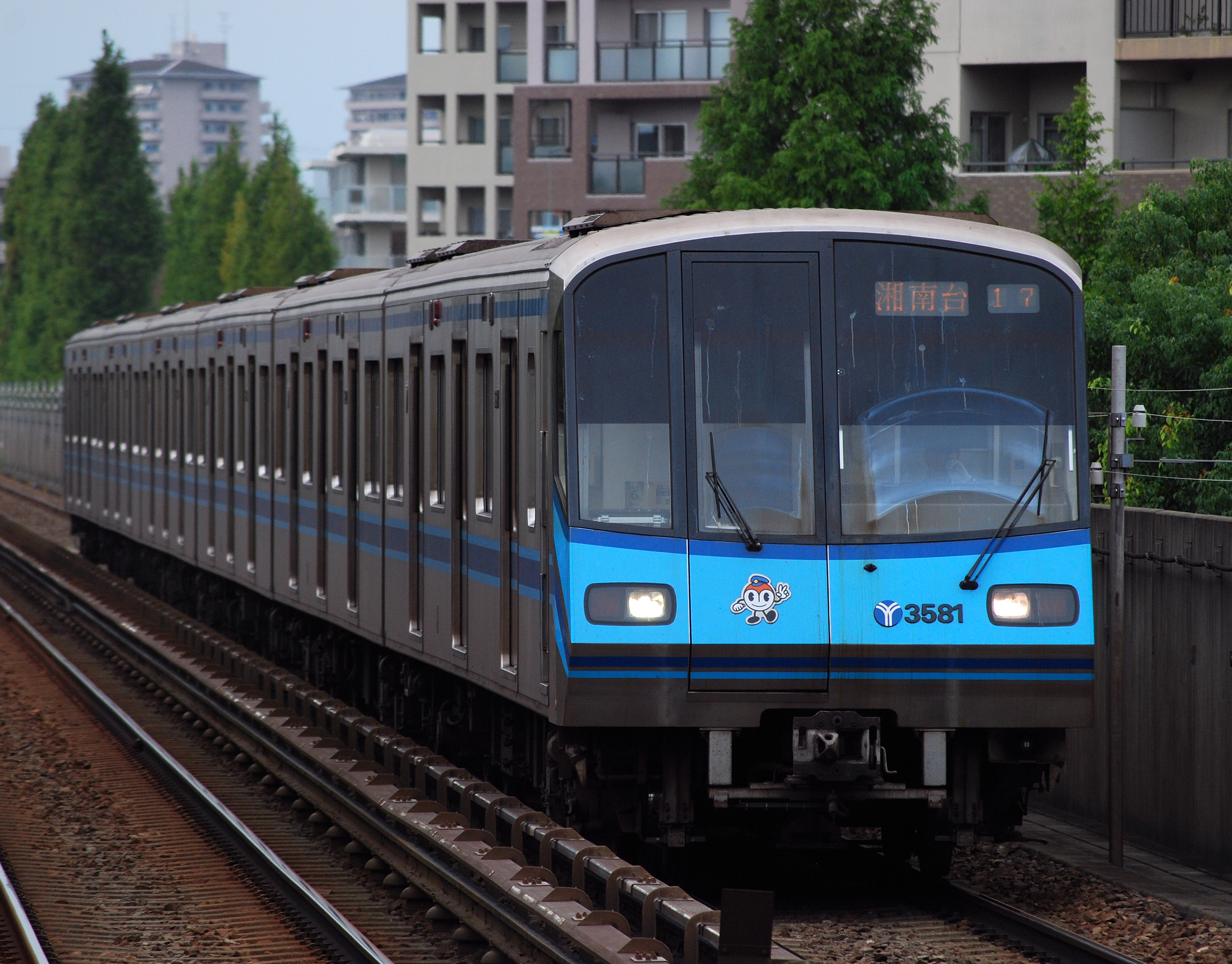
3000形4次車（3000S形）
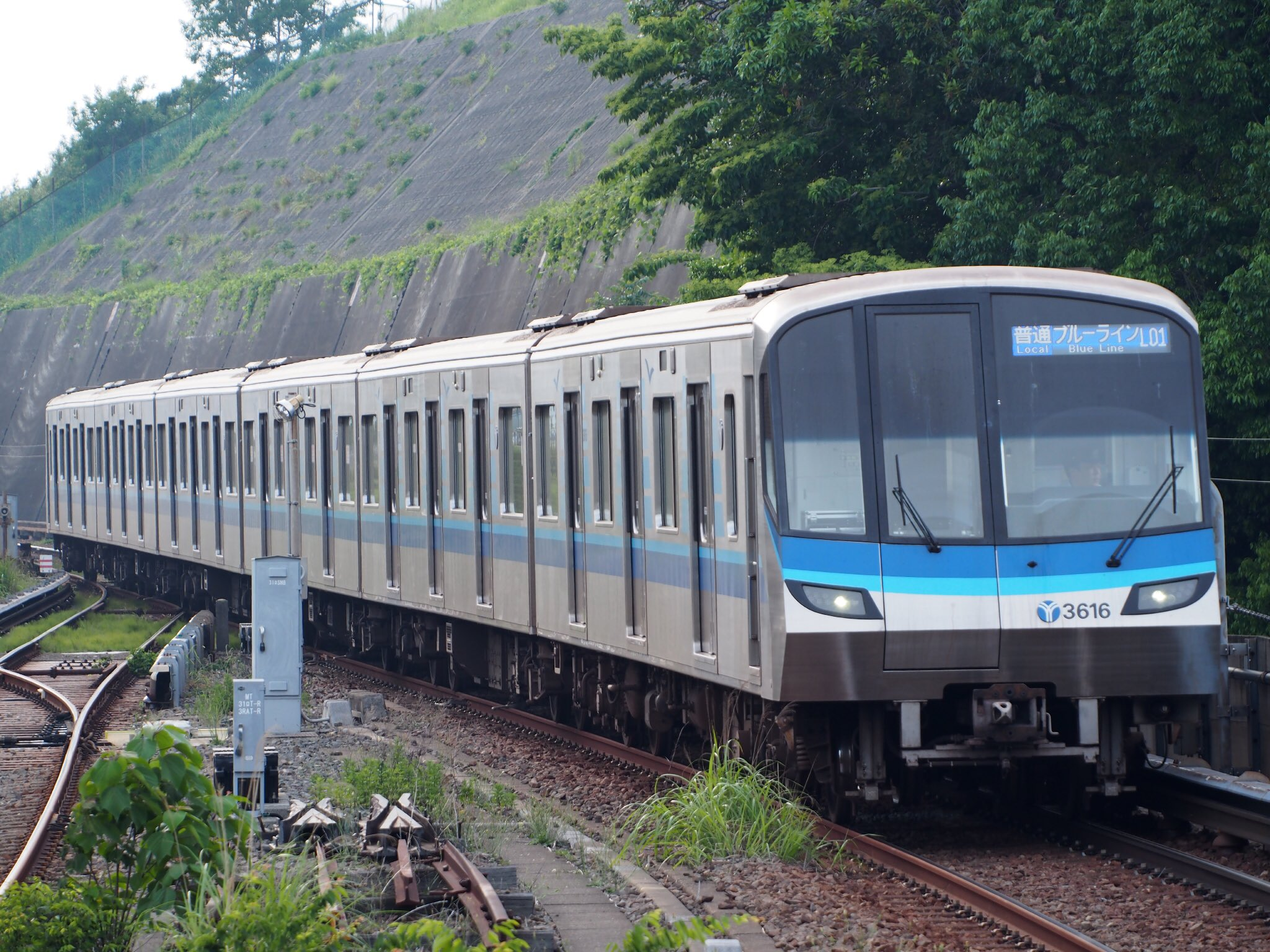
3000形5次車（3000V形）
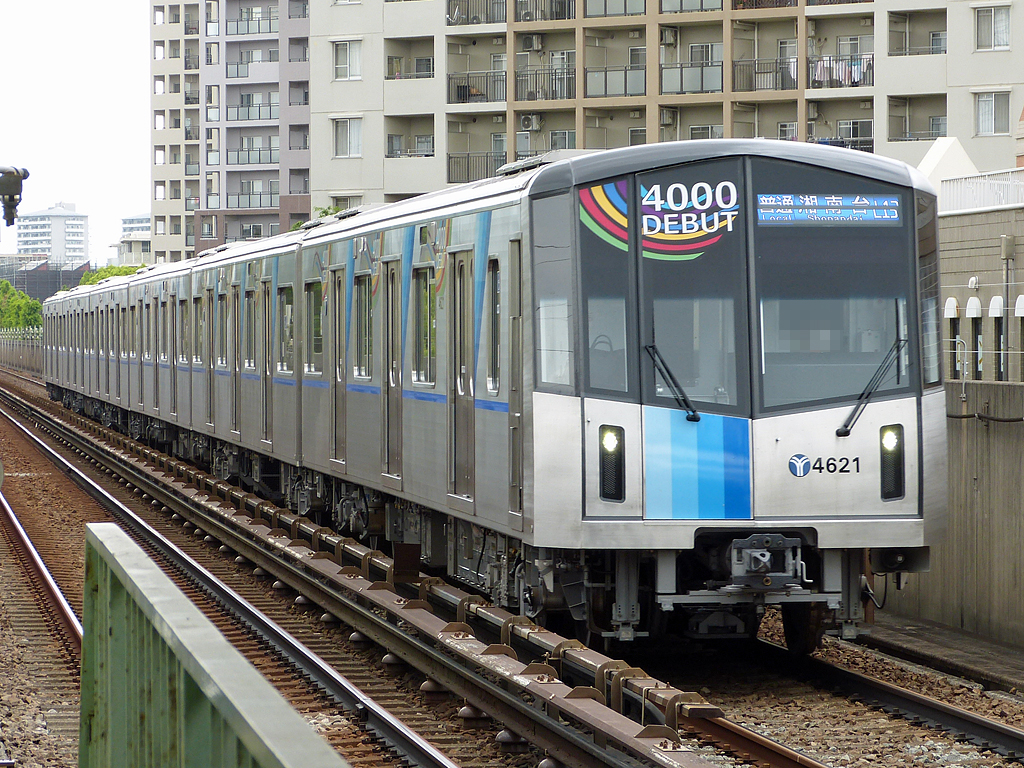
4000形
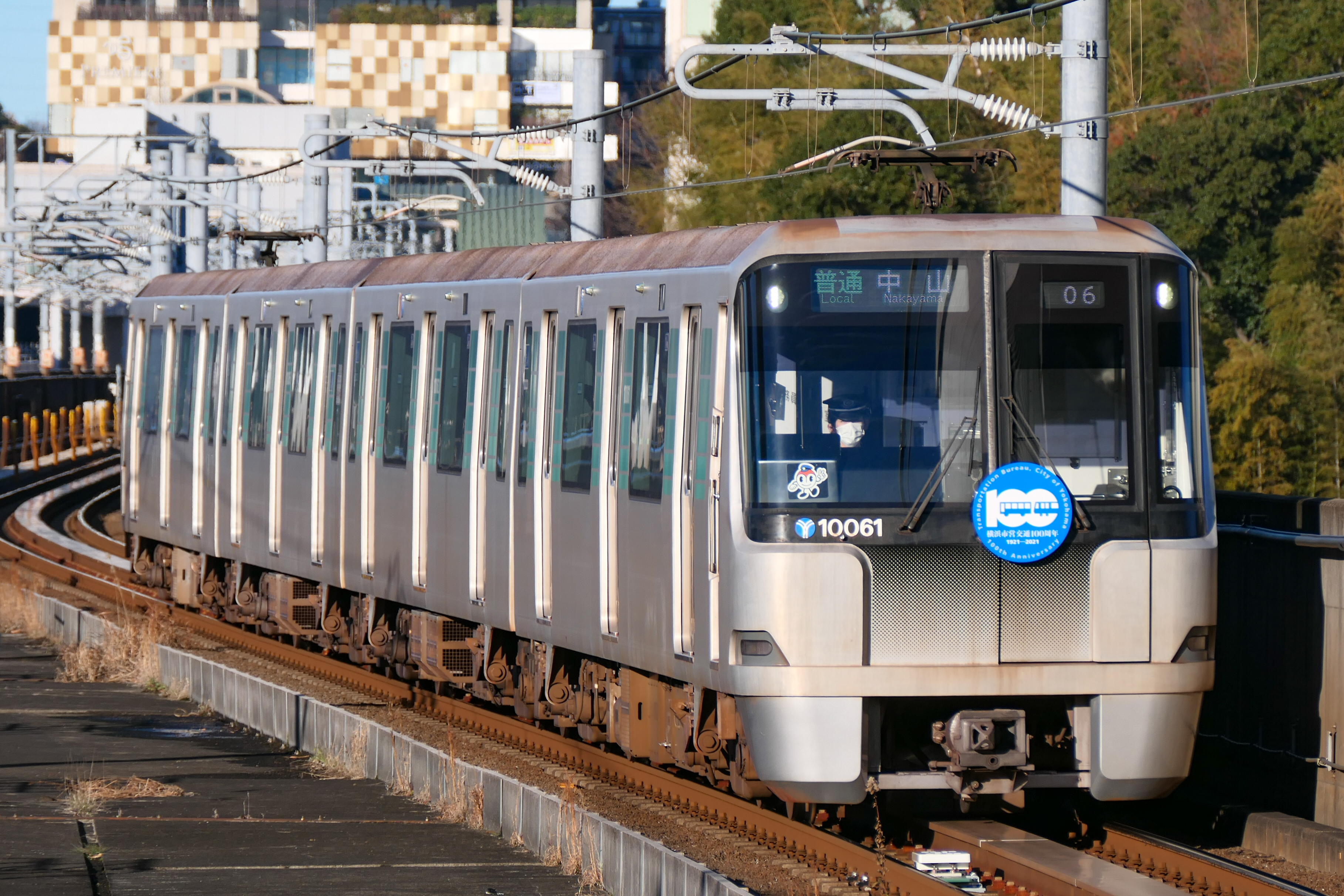
10000形

#### 蓝线
- 3000型：蓝线用，2004年投入，6辆编组、38组，共228辆。
- 4000型：蓝线用，2022年投入，8辆编组、48组，共384辆。[7]

#### 绿线
- 10000型：绿线用，2008年投入，原为4辆编组、17组，共68辆。2022年开始其中10组陆续扩编为6辆编组。

### 除役车辆

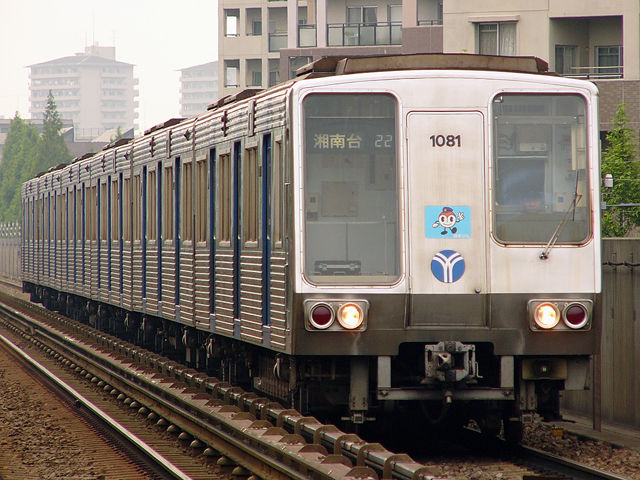
1000形
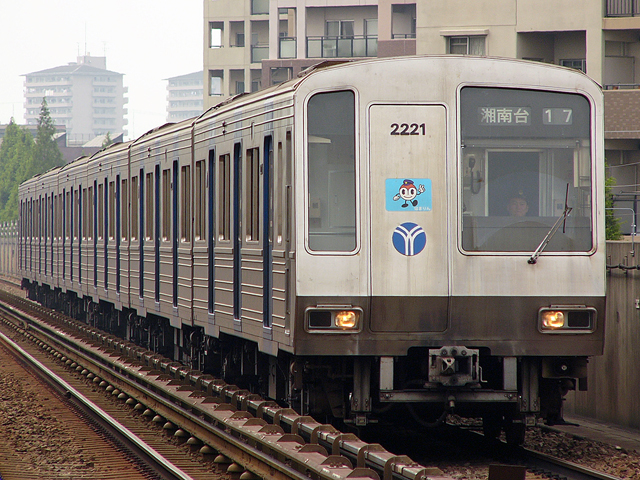
2000形

- 1000型（日语：横浜市交通局1000形電車）：蓝线用，1972年投入，6辆编组、14组，共84辆，2006年运用終了。
- 2000型（日语：横浜市交通局2000形電車）：蓝线用，1984年投入，6辆编组、9组，共54辆，2006年运用終了。

## 外部連結
- Category:橫濱市交通局的圖像（日语：Category:横浜市交通局の画像）
- 橫濱市交通局 （页面存档备份，存于）
- 横浜市營地下鐵的電子警笛聲（動畫）
- 橫濱地下鐵情報局 （页面存档备份，存于）